# HERO'Sの大会一覧
HERO'Sの大会一覧（ヒーローズのたいかいいちらん）は、総合格闘技イベント「HERO'S」の大会の一覧である。以下、大会の名称とその概要を記述する。

## 2005年の大会一覧

### HERO'S 旗揚げ戦
- （2005年3月26日、さいたまスーパーアリーナ）
  - オープニングファイト： ○ ハリッド"ディ・ファウスト" vs. 内藤征弥 ×
  - ○ 大山峻護 vs. ヴァレンタイン・オーフレイム ×
  - ○ イアン・シャファー vs. 宮田和幸 ×
  - ○ ヨアキム・ハンセン vs. 宇野薫 ×
  - ○ 須藤元気 vs. ラモン・デッカー ×
  - ○ ゲーリー・グッドリッジ vs. アラン・カラエフ ×
  - ○ LYOTO vs. BJペン ×
  - ○ サム・グレコ vs. ヒース・ヒーリング ×
  - ○ ボブ・サップ vs. キム・ミンス ×
  - ○ ジェロム・レ・バンナ vs. 秋山成勲 ×

記念すべき第1回大会は、KOや一本勝ちが多かった。前田日明スーパーバイザーが「秀吉の一夜城」に例えたように準備期間が短い中での開催。
秋山はプロ転向後初黒星。

### HERO'S 2005 ミドル級世界最強王者決定トーナメント開幕戦
- （2005年7月6日、国立代々木競技場第一体育館）
  - フューチャーファイト： ○ 竹内出 vs. 三浦広光 ×
  - ○ ホドリゴ・グレイシー vs. 國奥麒樹真 ×
  - ○ ボブ・サップ vs. アラン・カラエフ ×
  - ○ 秋山成勲 vs. カール"トゥームストーン"トゥーミィ ×
  - ○ レイ・セフォー vs. キム・ミンス ×
  - ○ 菊地昭 vs. 井上克也 ×
  - トーナメント1回戦： ○ 所英男 vs. アレッシャンドリ・フランカ・ノゲイラ ×
  - トーナメント1回戦： ○ 高谷裕之 vs. ヤニ・ラックス ×
  - トーナメント1回戦： ○ ホイラー・グレイシー vs. 吉田幸治 ×
  - トーナメント1回戦： ○ 宮田和幸 vs. シャミール・ガイダルベコフ ×
  - トーナメント1回戦： ○ レミギウス・モリカビュチス vs. 村浜武洋 ×
  - ○ ピーター・アーツ vs. 若翔洋 ×
  - ○ 山本"KID"徳郁 vs. イアン・シャファー ×

所英男がアレッシャンドリ・フランカ・ノゲイラに鮮烈なバックブローで勝利、ブレーク。

### HERO'S 2005 ミドル級世界最強王者決定トーナメント準決勝
- （2005年9月7日、有明コロシアム）
  - オープニングファイト： ○ 山本篤 vs. 戸井田カツヤ ×
  - トーナメントリザーブファイト： ○ 朴光哲 vs. エルメス・フランカ ×
  - ○ 中尾芳広 vs. ファイ・ファラモエ ×
  - トーナメント準々決勝： ○ 須藤元気 vs. 宮田和幸 ×
  - トーナメント準々決勝： ○ 高谷裕之 vs. レミギウス・モリカビュチス ×
  - トーナメント準々決勝： ○ 山本"KID"徳郁 vs. ホイラー・グレイシー ×
  - トーナメント準々決勝： ○ 宇野薫 vs. 所英男 ×
  - ○ 菊地昭 vs. 國奥麒樹真 ×
  - ○ サム・グレコ vs. 大山峻護 ×
  - トーナメント準決勝： ○ 須藤元気 vs. 高谷裕之 ×
  - トーナメント準決勝： ○ 山本"KID"徳郁 vs. 宇野薫 ×

同日に準々決勝、準決勝が行われ、準々決勝では山本"KID"徳郁がホイラー・グレイシーをKO、所英男は宇野薫に敗北するもアグレッシブな試合内容が評価される。

### HERO'S 2005 in SEOUL
- （2005年11月5日、ソウル・オリンピック第1体育館）
  - オープニングファイト： ○ ソン・オンシク vs. 浅野倫久 ×
  - ○ 高谷裕之 vs. キム・ドヒョン ×
  - ○ キム・ジョンマン vs. 山本篤 ×
  - ○ 大山峻護 vs. カク・ユンソブ ×
  - ○ 國奥麒樹真 vs. チョ・ジョンファン ×
  - ○ クリストフ・ミドゥ vs. イム・ジュンス ×
  - ○ 岡見勇信 vs. イ・ミョンジュ ×
  - ○ キム・ミンス vs. ショーン・オヘア ×
  - ○ ハリッド"ディ・ファウスト" vs. 金原弘光 ×
  - ○ ボブ・サップ vs. キム・ジョンワン ×
  - ○ ザ・プレデター vs. チェ・ムベ ×
  - ○ 秋山成勲（秋成勲） vs. 奥田正勝 ×

韓国軍vs世界連合軍をテーマに開催。
ボブ・サップはキム・ジョンワンを8秒でKO。

### K-1 PREMIUM 2005 Dynamite!!
- （2005年12月31日、大阪ドーム）
  - ○ 大山峻護 vs. ピーター・アーツ ×
  - ○ ジェロム・レ・バンナ vs. アラン・カラエフ ×
  - - ヒース・ヒーリング vs. 中尾芳広 -（ノーコンテスト）
  - ○ 永田克彦 vs. レミギウス・モリカビュチス ×
  - ○ ボビー・オロゴン vs. 曙 ×
  - △ 所英男 vs. ホイス・グレイシー △
  - トーナメント決勝： ○ 山本"KID"徳郁 vs. 須藤元気 ×

HERO'Sミドル級最強王者決定トーナメント決勝戦で、恒例の大晦日格闘技大会のメーンを務めた。
所英男がホイス・グレイシーとフルラウンド戦い引き分け。
タレントのボビー・オロゴンが昨年に続いてプロ格闘家に勝利。
シドニーオリンピック・レスリング銀メダリストの永田克彦がプロデビュー。
中尾芳広が試合前のルール確認中にヒース・ヒーリングに突然キスをし、キレたヒーリングにパンチでKOされるという珍事が起こる。一度はヒーリングの反則負けと判定が下ったが後日協議の結果、ノーコンテスト裁定となった。

## 2006年の大会一覧

### HERO'S 2006
- （2006年3月15日、日本武道館）
  - オープニングファイト： ○ アントニオ・マッキー vs. 國奥麒樹真 ×
  - ○ メルヴィン・マヌーフ vs. 大山峻護 ×
  - ○ ジェロム・レ・バンナ vs. ジミー・アンブリッツ ×
  - ○ 宮田和幸 vs. エリカス・ペトライティス ×
  - ○ 宇野薫 vs. リッチ・クレメンティ ×
  - ○ ヒース・ヒーリング vs. ゲーリー・グッドリッジ ×
  - ○ 秋山成勲 vs. 石澤常光 ×
  - ○ キム・ミンス vs. 山本宜久 ×
  - ○ 須藤元気 vs. オーレ・ローセン ×
  - ○ 所英男 vs. 池田祥規 ×

トーナメントでは無い分、自由度の高い華やかな大会となる。
須藤元気が入場パフォーマンスで着用したカンフー着をそのまま脱がずに対戦。
柔道着着用の秋山成勲はプロレスラーの石澤常光（ケンドー・カシン）と対戦。

### HERO'S 2006 ミドル級世界最強王者決定トーナメント開幕戦
- （2006年5月3日、国立代々木競技場第一体育館）
  - オープニングファイト： ○ 浜中和宏 vs. WAKASHOYO ×
  - ○ アントニオ・シウバ vs. トム・エリクソン ×
  - ○ ドン・フライ vs. 曙 ×
  - ミドル級トーナメント1回戦： ○ アイヴァン・メンジバー vs. 中原太陽 ×
  - ミドル級トーナメント1回戦： ○ ハニ・ヤヒーラ vs. 上山龍紀 ×
  - ミドル級トーナメント1回戦： ○ J.Z.カルバン vs. 門馬秀貴 ×
  - ミドル級トーナメント1回戦： ○ ブラックマンバ vs. 所英男 ×
  - ミドル級トーナメント1回戦： ○ 宇野薫 vs. オーレ・ローセン ×
  - ○ 秋山成勲 vs. 永田克彦 ×
  - ○ 山本"KID"徳郁 vs. 宮田和幸 ×

レスリング出身のKIDとシドニーオリンピックのレスリング日本代表宮田のスーパーファイトは試合展開が注目されたが、結果は開始直後の跳び膝蹴りでKIDのKO勝ち。試合時間は4秒。
前年度大会でブレイクした所英男がブラックマンバにKO負け。
アントニオ・シウバが日本初登場。
桜庭和志のPRIDEからHERO'Sへの移籍が発表される（桜庭は、タイガーマスクのマスク姿で入場した）。

### HERO'S 2006 ミドル＆ライトヘビー級世界最強王者決定トーナメント準々決勝
- （2006年8月5日、有明コロシアム）
  - ○ 朴光哲 vs. アレッシャンドリ・フランカ・ノゲイラ ×
  - ○ セミー・シュルト vs. キム・ミンス ×
  - ミドル級トーナメント準々決勝： ○ アイヴァン・メンジバー vs. 所英男 ×
  - ミドル級トーナメント準々決勝： ○ J.Z.カルバン vs. 高谷裕之 ×
  - ミドル級トーナメント準々決勝： ○ ハニ・ヤヒーラ vs. 安廣一哉 ×
  - ミドル級トーナメント準々決勝： ○ 宇野薫 vs. ブラックマンバ ×
  - ライトヘビー級トーナメント準々決勝： ○ 秋山成勲 vs. 金泰泳 ×
  - ライトヘビー級トーナメント準々決勝： ○ メルヴィン・マヌーフ vs. クラウスレイ・グレイシー ×
  - ○ ドン・フライ vs. 山本宜久 ×
  - ライトヘビー級トーナメント準々決勝： ○ 大山峻護 vs. ホドリゴ・グレイシー ×
  - ライトヘビー級トーナメント準々決勝： ○ 桜庭和志 vs. ケスタティス・スミルノヴァス ×

ライトヘビー級トーナメントが開幕、桜庭のHERO'Sデビュー戦。桜庭は殴り倒されて意識が朦朧となるが、レフェリーはこの状態をダウンと取らず、ドントムーブから試合再開。危険と判断した前田日明スーパーバイザーが試合を止めるべく声を上げたが、これも制止され試合続行。結果的に桜庭は勝利を掴んだものの、試合直後に検査入院。この試合のレフェリングに、一部ジャッジや選手達からも批判の声が上がっている。その後、桜庭は練習中に嘔吐。次回大会は欠場することが発表された。

### HERO'S 2006 ミドル＆ライトヘビー級世界最強王者決定トーナメント決勝戦
- （2006年10月9日、横浜アリーナ）
  - オープニングファイト： ○ 三浦広光 vs. 瀧川リョウ ×
  - ○ アントニオ・シウバ vs. カイシノフ・ゲオルギー ×
  - ○ 所英男 vs. 金子賢 ×
  - ミドル級トーナメント準決勝： ○ J.Z.カルバン vs. ハニ・ヤヒーラ ×
  - ミドル級トーナメント準決勝： ○ 宇野薫 vs. アイヴァン・メンジバー ×
  - ライトヘビー級トーナメント準決勝： ○ 秋山成勲 vs. ケスタティス・スミルノヴァス ×
  - ライトヘビー級トーナメント準決勝： ○ メルヴィン・マヌーフ vs. 大山峻護 ×
  - ミドル級トーナメントリザーブファイト： ○ 宮田和幸 vs. イアン・シャファー ×
  - ライトヘビー級トーナメントリザーブファイト： ○ カーロス・ニュートン vs. 石澤常光 ×
  - ○ ドン・フライ vs. キム・ミンス ×
  - ミドル級トーナメント決勝： ○ J.Z.カルバン vs. 宇野薫 ×
  - ライトヘビー級トーナメント決勝： ○ 秋山成勲 vs. メルヴィン・マヌーフ ×

### K-1 PREMIUM 2006 Dynamite!!
- （2006年12月31日、京セラドーム大阪）
  - オープニングファイト： ○ 内藤征弥 vs. キム・ドンウック ×
  - ○ アンディ・オロゴン vs. 金子賢 ×
  - ○ 永田克彦 vs. 勝村周一朗 ×
  - ○ 金泰泳 vs. 石澤常光 ×
  - ○ 所英男 vs. ホイラー・グレイシー ×
  - ○ ジャイアント・シルバ vs. 曙 ×
  - ○ 須藤元気 vs. ジャクソン・ページ ×
  - ○ 山本"KID"徳郁 vs. イストバン・マヨロシュ ×
  - ○ チェ・ホンマン vs. ボビー・オロゴン ×
  - - 桜庭和志 vs. 秋山成勲 -（ノーコンテスト）

須藤元気が試合後突然の引退発表。
レスリングでのオリンピック出場を目指し、トレーニング中だったKIDが総合格闘技の試合を行った。

## 2007年の大会一覧

### HERO'S 2007 開幕戦 〜名古屋初上陸〜
- （2007年3月12日、名古屋レインボーホール）
  - オープニングファイト： ○ 尾崎広紀 vs. 地主正孝 ×
  - オープニングファイト： ○ 金原正徳 vs. 徹肌ィ郎 ×
  - オープニングファイト： ○ ベルナール・アッカ vs. シン・ヒョンピョ ×
  - ○ メルヴィン・マヌーフ vs. 高橋義生 ×
  - ○ マイティ・モー vs. キム・ミンス ×
  - ○ ビトー・シャオリン・ヒベイロ vs. 上山龍紀 ×
  - ○ アンドレ・ジダ vs. 高谷裕之 ×
  - ○ 柴田勝頼 vs. 山本宜久 ×
  - ○ ゲーリー・グッドリッジ vs. ヤン"ザ・ジャイアント"ノルキヤ ×
  - ○ 桜庭和志 vs. ユーリー"PLAY BOY"キセリオ ×
  - ○ 宮田和幸 vs. ブラックマンバ ×
  - ○ 宇野薫 vs. アリ・イブラヒム ×
  - ○ 所英男 vs. 安廣一哉 ×

所英男が準地元の名古屋でメインの重役を果たし、一本勝ち。
元新日本プロレスの柴田勝頼が9秒KO勝ちでHERO'Sデビューを飾った。

### Dynamite!! USA
- （2007年6月2日、アメリカ合衆国/ロサンゼルス・メモリアル・コロシアム）

### HERO'S 2007 〜ミドル級世界王者決定トーナメント開幕戦〜
- （2007年7月16日、横浜アリーナ）
  - オープニングファイト： ○ 毛利昭彦 vs. 有村修也 ×
  - オープニングファイト： ○ RYO vs. 尾崎広紀 ×
  - ○ アレッシャンドリ・フランカ・ノゲイラ vs. 勝村周一朗 ×
  - ○ アンドレ・ジダ vs. アルトゥール・ウマハノフ ×
  - ○ ハレック・グレイシー vs. 柴田勝頼 ×
  - ミドル級トーナメント1回戦： ○ ビトー・シャオリン・ヒベイロ vs. 宮田和幸 ×
  - ミドル級トーナメント1回戦： ○ ブラックマンバ vs. 所英男 ×
  - ミドル級トーナメント1回戦： ○ 宇野薫 vs. 永田克彦 ×
  - ○ メルヴィン・マヌーフ vs. ベルナール・アッカ ×
  - ○ 金泰泳 vs. 田村潔司 ×

前年王者J.Z.カルバンは怪我のため出場せず（1回戦シードで準決勝から参戦）。
PRIDEに参戦していた田村がHERO'S初参戦。
所英男がリベンジを期してブラックマンバと再戦するも返り討ち。
船木誠勝が大晦日の現役復帰を発表した。

### HERO'S 2007 〜ミドル級世界王者決定トーナメント決勝戦〜
- （2007年9月17日、横浜アリーナ）
  - オープニングファイト： ○ 西内太志朗 vs. 高橋渉 ×
  - オープニングファイト： ○ 佐藤豪則 vs. 長井憲治 ×
  - ミドル級トーナメントリザーブファイト： ○ 宮田和幸 vs. ハービー・ハラ ×
  - ミドル級トーナメント準決勝： ○ アンドレ・ジダ vs. 宇野薫 ×
  - ミドル級トーナメント準決勝： ○ J.Z.カルバン vs. ビトー・シャオリン・ヒベイロ ×
  - ○ ミノワマン vs. ケビン・ケーシー ×
  - ○ ユン・ドンシク vs. ゼルグ・"弁慶"・ガレシック ×
  - ○ メルヴィン・マヌーフ vs. ファビオ・シウバ ×
  - ○ セルゲイ・ハリトーノフ vs. アリスター・オーフレイム ×
  - ○ 桜庭和志 vs. 柴田勝頼 ×
  - ○ 山本"KID"徳郁 vs. ビビアーノ・フェルナンデス ×
  - ミドル級トーナメント決勝： ○ J.Z.カルバン vs. アンドレ・ジダ ×

前年王者J.Z.カルバンが2年連続優勝。
PRIDEに参戦していたミノワマン、ハリトーノフ、アリスター、ガレシックがHERO'S初参戦。
ケーシーのセコンドとして来日したヒクソン・グレイシーがリング上で挨拶を行い、自身の試合の可能性を示唆。
「チーム桜畑 vs U-File 対抗戦」がオープニングファイトとして2試合行われた。

### HERO'S KOREA 2007
- （2007年10月28日、韓国ソウル・奨忠体育館）
  - オープニングファイト： ○ RYO vs. 外岡真徳 ×
  - オープニングファイト： ○ マゴメド・スルタンアクメドフ vs. イ・ウンス ×
  - ○ ポアイ菅沼 vs. ベルナール・アッカ ×
  - ○ 中村大介 vs. クォン・アソル ×
  - ○ ホ・ミンソク vs. 柴田勝頼 ×
  - ○ 大山峻護 vs. カーロス・ニュートン ×
  - ○ キム・デウォン vs. マルセロ・ガッシア ×
  - ○ イ・テヒョン vs. 山本宜久 ×
  - ○ キム・ミンス vs. ミノワマン ×
  - ○ ゼルグ・"弁慶"・ガレシック vs. 金泰泳 ×
  - ○ ユン・ドンシク vs. ファビオ・シウバ ×
  - ○ 秋山成勲 vs. デニス・カーン ×